# Mingan
Mingan – jednostka wojskowa w średniowiecznej Mongolii oraz w innych armiach Wielkiego Stepu licząca 1000 ludzi.
W imperium mongolskim dowódców minganów wyznaczał osobiście wielki chan. Mingan nie był samodzielną jednostką lecz częścią tümenu, na który składało się 10 minganów, sam też dzielił się na 10 części zwanych dżaun (sto). Mingan był najważniejszą taktyczną i strategiczną jednostką w armii imperium mongolskiego opartą na systemie dziesiątkowym i zastąpił poprzedni tradycyjny system oparty na kürijenach, czyli ugrupowaniach plemienno-rodowych o różnej liczebności obejmującej prawdopodobnie ponad 2000 wojowników.
Mingan oznaczał także jednostkę ekonomiczną składającą się z tysiąca gospodarstw.